# Siemion Ajzensztejn

Simeon Aisenstein

Siemion Moisiejewicz Ajzensztejn, ros. Семен Моисеевич Айзенштейн (ur. 25 stycznia 1884 r. w Kijowie, zm. 3 września 1962 r.) – rosyjski, a następnie emigracyjny inżynier – elektrotechnik, publicysta
Już w 1901 r. zademonstrował w Kijowie ustanowienie łączności radiowej na krótką odległość za pomocą skonstruowanego przez siebie nadajnika i koherera. W 1904 r. otrzymał patent na telegraf bezprzewodowy. Ponadto zorganizował laboratorium przeznaczone do realizacji zamówień wojskowych rosyjskiej armii dotyczących aparatów radiowych. Ukończył studia inżynierskie na kijowskim uniwersytecie, a następnie uniwersytecie w Berlinie i politechnice w Charlottenburg. Po powrocie do Rosji założył w 1907 r. Akcyjne Towarzystwo Bezprzewodowych Telegrafów i Telefonów. Doprowadził do wybudowania w Kijowie i Żmerynce doświadczalnych stacji radiowych, dzięki którym utworzono łączność radiową na linii Żmerynka-Odessa-Sewastopol. W latach 1912–1914 wydawał pierwsze rosyjskie czasopismo o tematyce radiotechnicznej „Wiestnik tielegrafii biez prowodow”. W 1915 r. prowadził prace naukowe nad ustanowieniem łączności radiowej z okrętami podwodnymi na dłuższych odległościach. Jednocześnie doprowadził do stworzenia łączności radiowo-telegraficznej pomiędzy Sankt Petersburgiem i Carskim Siołem. Po rewolucji bolszewickiej 1917 r. stanął na czele jednej z sekcji Zjednoczenia Państwowych Przedsiębiorstw Elektrotechnicznych Niskiego Prądu. Na pocz. 1921 r. był inicjatorem utworzenia Radioasocjacji, obejmując funkcję zastępcy przewodniczącego oddziału moskiewskiego. Był też współautorem projektu sieci radiowej Rosji Sowieckiej, a w szczególności transsyberyjskiej magistrali radiowej. Pisał liczne artykuły do specjalistycznych czasopism. Występował z wykładami i odczytami. Jednakże kilkakrotnie był aresztowany przez CzeKa. W tej sytuacji, obawiając się kolejnego aresztu, wyjechał poprzez Rygę na Zachód. Początkowo pracował w firmie Marconi's Wireless Telegraph Company Ltd. w Londynie, po czym w 1922 r. przybył do Polski, gdzie kierował budową zakładów radiotechnicznych. W 1935 r. zamieszkał w Czechosłowacji, gdzie pracował w przemyśle radiotechnicznym. Po zajęciu państwa przez wojska niemieckie na pocz. 1939 r., przedostał się do Wielkiej Brytanii. W latach 1941–1945 pracował w laboratorium diod próżniowych firmy „Marconi”. W latach 1947–1955 był dyrektorem generalnym kompanii „English Electric Valve Co. Ltd.”